# Dennstein & Schwarz – Sterben macht Erben
Dennstein & Schwarz – Sterben macht Erben (auch: Recht oder Gerechtigkeit) ist ein österreichischer Fernsehfilm der Filmreihe Dennstein & Schwarz aus dem Jahr 2018 von Michael Rowitz mit Martina Ebm und Maria Happel in den Hauptrollen. Die Erstausstrahlung der Anwaltskomödie erfolgte am 16. März 2018 im ORF. In der ARD wurde der Film am 25. Mai 2018 erstmals gezeigt. Der Film wurde 2019 mit Pro bono, was sonst! und 2020 mit Rufmord fortgesetzt.

## Handlung
Nach dem Tod von Graf Florentin Dennstein kommt es bei der Testamentseröffnung zu einer Überraschung: Mitbegünstigter ist der Biobauer Fritz Lanner, ein unehelicher Sohn des Verstorbenen. Er wurde mit einem Drittel des Gesamtvermögens von 150 Millionen Euro bedacht. Fritz war einst die große Liebe von Junganwältin Dr. Therese Schwarz und ist mittlerweile mit der schwangeren Laura Lanner verheiratet. Er war bisher völlig ahnungslos, genauso wie die restliche Familie Dennstein. Die Schwiegertochter des Verstorbenen, die Juristin Dr. Paula Dennstein, soll die Familie anwaltlich vertreten. Fritz hingegen wendet sich an die Kanzlei Biron & Schwarz, wo er seine Jugendliebe Therese trifft, die seine Vertretung übernimmt.
Paula Dennstein versucht Fritz Lanner zunächst mit einer Million Euro abzuspeisen, er steigt jedoch auf Anraten seiner Anwältin nicht darauf ein. Gräfin Alexandra Dennstein bietet dem zweiten Partner der Kanzlei Biron & Schwarz, Dr. Xaver Biron, an, später die anwaltliche Vertretung der Familienstiftung zu übernehmen, wenn er die Angelegenheit in ihrem Sinne regelt. In der Folge möchte Biron die Vertretung von Fritz Lanner übernehmen, Lanner entbindet jedoch die Kanzlei und beauftragt Therese Schwarz. Paula Dennstein ficht das Testament vor Gericht an, mit der Begründung, dass der Erblasser einem relevanten Irrtum unterlegen sei, weil es keinen eindeutigen Beweis für die Vaterschaft gibt. Der Richter ordnet daher einen Gentest der möglichen Halbbrüder Felix Dennstein und Fritz Lanner an. Nachdem Therese Schwarz ein vor Gericht nicht verwertbares Testergebnis vorliegt, wonach mit sehr hoher Wahrscheinlichkeit keine Verwandtschaft zwischen Florentin Dennstein und Fritz Lanner besteht, versucht Therese auf das ursprüngliche Angebot von Paula Dennstein mit einer Million Euro doch noch einzusteigen. Gräfin Alexandra Dennstein lehnt dies jedoch ab, Fritz solle ihr zufolge keinen einzigen Cent erhalten.
Der entdeckt auf seinem Hof zufällig einige Liebesbriefe von Florentin Dennstein an seine Mutter. Therese Schwarz übergibt diese an Paula Dennstein, die beiden möchten sich daraufhin außergerichtlich einigen, wissen aber nicht wie sie ihre Mandanten davon überzeugen sollen. Nach einem Unfall mit einer Schusswaffe, bei dem sich Biron selbst verletzt, kommt Fritz in Untersuchungshaft, ihm wird vorgeworfen geschossen zu haben. Obwohl sich Biron selbst daran erinnern kann, fordert ihn die Gräfin auf, nicht auszusagen, bis Fritz auf sein Erbe verzichtet hat. Mittels Wildkameras von Ferdinand Dennstein, dem Sohn von Paula, wurde der Unfall aufgezeichnet. Außerdem wurde Felix Dennstein zuvor beim Sex mit der Ärztin Susanne Reiter gefilmt. Paula verlässt daraufhin ihren Mann Felix, Fritz wird aufgrund des vorliegenden filmischen Beweismaterials aus der Untersuchungshaft entlassen. Therese legt Paula das Ergebnis des ihr vorliegenden Gentests vor. Nachdem dieses allerdings den Liebesbriefen widerspricht, soll ihnen daher die Gräfin Rede und Antwort stehen. Diese gesteht schließlich, dass Felix der einzige Sohn von ihr und Xaver Biron ist.

## Produktion

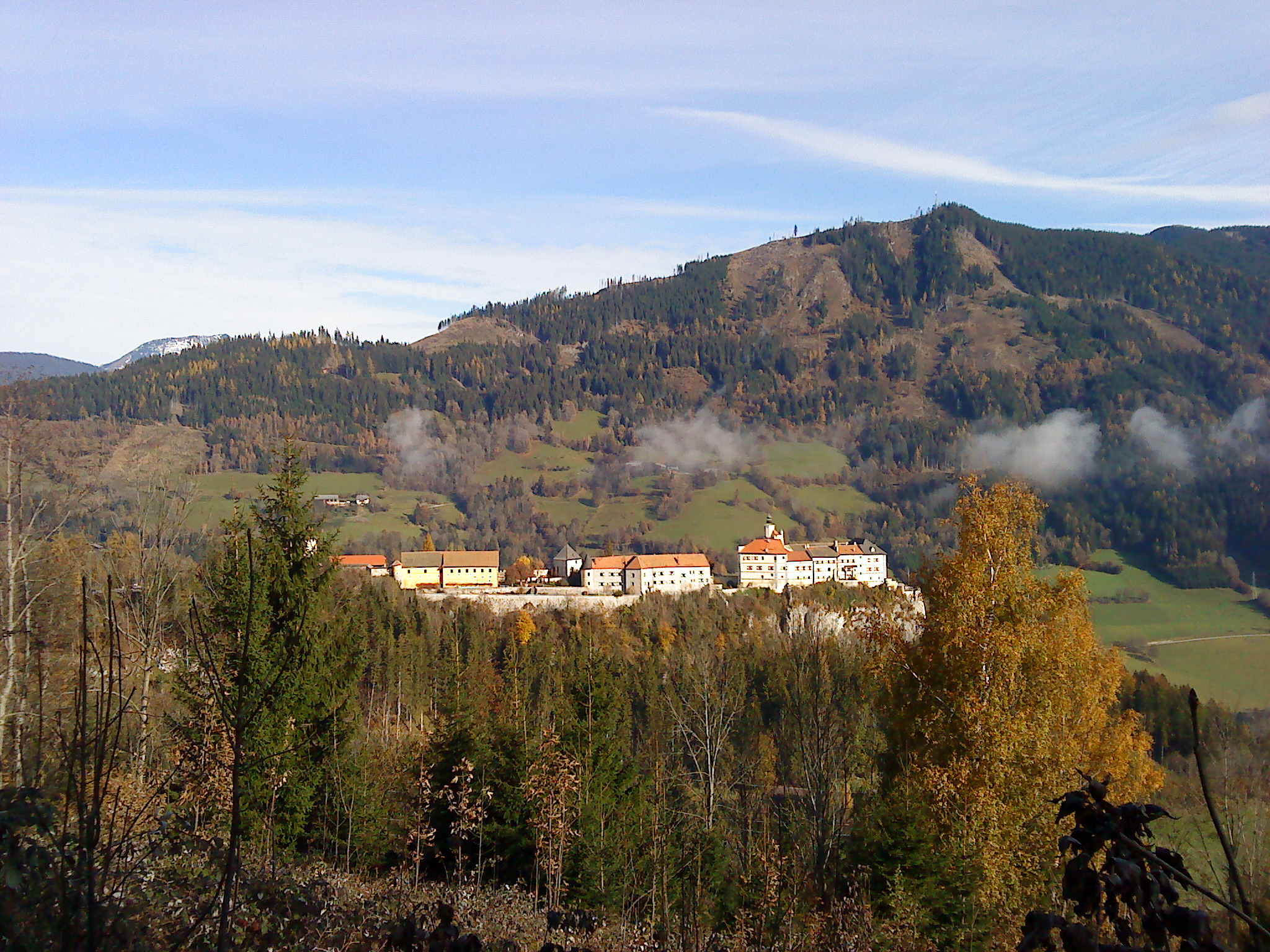
Einer der Drehorte: Burg Strechau

Die Dreharbeiten fanden vom 25. September bis zum 25. Oktober 2017 in der Steiermark statt. Drehorte waren unter anderem Altaussee, Lassing mit Burg Strechau, Bad Aussee, Rottenmann und Grundlsee. Produziert wurde der Film von der österreichischen Film27, beteiligt waren der Österreichische Rundfunk und die ARD (Degeto Film), unterstützt wurde die Produktion von Cinestyria Filmcommission and Fonds. Für den Ton zeichnete Walter Fiklocki verantwortlich, für die Kostüme Erika Navas, für das Szenenbild Rainer Zottele und für die Maske Danijela Ibricic.

## Rezeption

### Kritiken
Tilmann P. Gangloff von tittelbach.tv schrieb: „Die Geschichte vom vermeintlichen Erbschleicher grenzt mit ihren größtenteils eindimensionalen Figuren und den mitunter krachledernen Darbietungen des Öfteren an Bauerntheater.“ Interessant sei allerdings die Konstellation der Titelfrauen, reizvoll sei die Bildgestaltung „mit ihrer Kitschästhetik alter Ansichtskarten.“
Oliver Jungen nannte in der Frankfurter Allgemeinen Zeitung den Film eine miserabel gespielte Erbschaftskomödie. „Die desolateste Leistung liefert Johannes Krisch als lallender Graf Treppenwitz ab, aber auch die beiden Protagonistinnen verleihen ihren einfallslos überspitzten Figuren keine einzige interessante Facette. Die Regie setzt ganz auf volkstümlichen Slapstick: Jeder Karton muss herunterpurzeln; …“
Julian Miller dagegen bezeichnete den Film auf Quotenmeter.de als gut geschrieben und charmant gespielt. Den sozial klugen Blick auf die Dennstein’sche Adelsfamilie verstünde dieser Film angenehm subtil und trotzdem unübersehbar in sein thematisches Geflecht zu verweben, und dabei noch witzig und trotz des etwas angestaubten Milieus modern zu erzählen. Auch wenn das Figurenpersonal aus komödiantischen Gründen sehr überspitze, bliebe die Grenze ins Karikatur- und damit Farcehafte doch durchwegs unüberschritten.

### Einschaltquote
In Deutschland sahen den Film bei Erstausstrahlung im Ersten 3,37 Millionen Zuschauer, der Marktanteil lag bei 13,5 Prozent.

## Auszeichnungen und Nominierungen (Auswahl)
- Romyverleihung 2019 – Nominierung in der Kategorie Bestes Buch TV-Fiction (Konstanze Breitebner)[9]